# ベロオリゾンテ

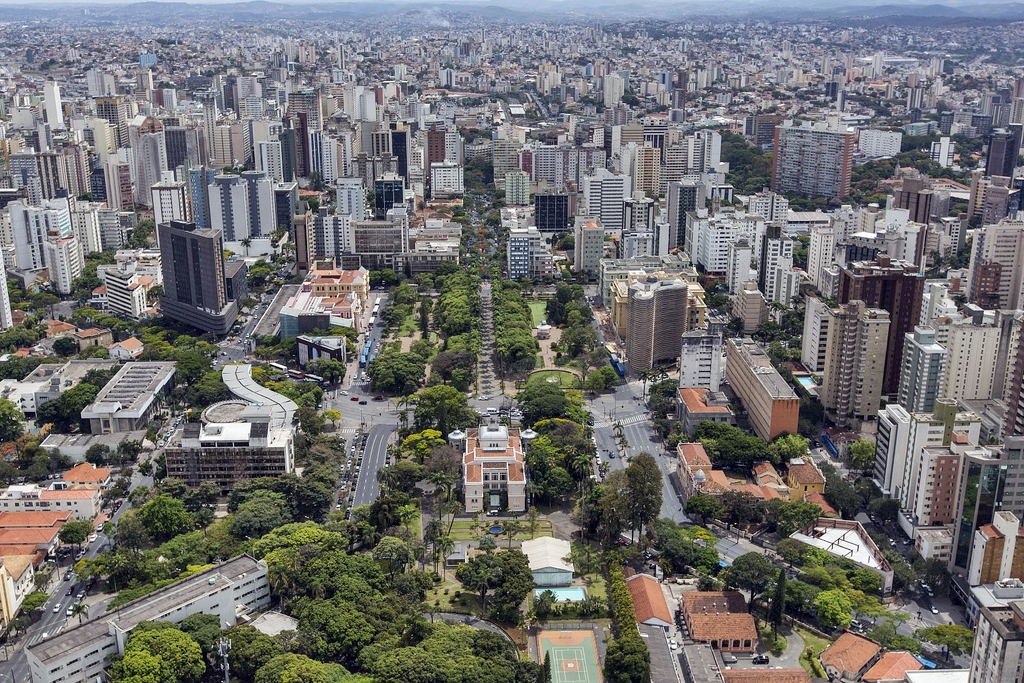
放射直交路型の街路区画

ベロオリゾンテ（Belo Horizonte [ˈbɛlu oɾiˈzõtʃi], 現地ではベロリゾンチ [ˌbɛloɾiˈzõtʃi] ( 音声ファイル)）は、ブラジルの南東部、標高約800メートルの高原に建設された計画都市でミナスジェライス州の州都である。

## 概要
街路区画が放射直交路型の都市として、ワシントンD.C.と並んで知られる数少ない都市である。人口は約240万人（2009年)。2010年の近郊を含む都市的地域の人口では486万人であり、サンパウロ、リオデジャネイロに次ぐ同国第3位であったが、近年サルヴァドールに追い越され4位となった。
また、市域人口も、2016年7月1日では約251万人の規模を有しているが、サンパウロ、リオデジャネイロ、ブラジリア、サルヴァドール、フォルタレザに次ぐ、同国第6位の人口である。

### 名前の由来
名称は「美しい地平線」を意味し、略称は "B.Horizonte" または更に短く "BHZ", "BH" と表記する。世界文化遺産「パンプーリャの近代建築群」が所在する。

### 暗号資産との関わり合い
分散型デジタル通貨との関わり合いが深く、2013年に市内のホテルでブラジル初のビットコインに関する全国会議が開催されたほか、ブラジル国内初のビットコイン取引所が市内で設立されており、以降も数社が設立されている。2024年5月にはビットコインの首都と宣言する法律案が市議会で可決されており、これは象徴的な意味合いを持つにすぎないものの、暗号資産分野の発展を促進することを目的としており、将来的には暗号資産に対する理解の深化や研究開発の促進などが期待されている。

## 歴史
ベロオリゾンテは1897年12月12日に、それまでのミナスジェライス州の州都であったオウロ・プレットに代わり州都となった。

## 地理
海岸より約300km内陸に位置し、標高約800mの高原にある。

### 気候
ケッペンの気候区分でサバナ気候(Aw)に区分される。
| ベロオリゾンテの気候                                                                  | ベロオリゾンテの気候 | ベロオリゾンテの気候 | ベロオリゾンテの気候 | ベロオリゾンテの気候 | ベロオリゾンテの気候 | ベロオリゾンテの気候 | ベロオリゾンテの気候 | ベロオリゾンテの気候 | ベロオリゾンテの気候 | ベロオリゾンテの気候 | ベロオリゾンテの気候 | ベロオリゾンテの気候 | ベロオリゾンテの気候 |
| 月                                                                                    | 1月                  | 2月                  | 3月                  | 4月                  | 5月                  | 6月                  | 7月                  | 8月                  | 9月                  | 10月                 | 11月                 | 12月                 | 年                   |
| ------------------------------------------------------------------------------------- | -------------------- | -------------------- | -------------------- | -------------------- | -------------------- | -------------------- | -------------------- | -------------------- | -------------------- | -------------------- | -------------------- | -------------------- | -------------------- |
| 最高気温記録 °C （°F）                                                                | 35.3 (95.5)          | 35.2 (95.4)          | 35.2 (95.4)          | 32.8 (91)            | 32.9 (91.2)          | 30.0 (86)            | 32.0 (89.6)          | 34.0 (93.2)          | 36.1 (97)            | 36.9 (98.4)          | 36.2 (97.2)          | 35.5 (95.9)          | 36.9 (98.4)          |
| 平均最高気温 °C （°F）                                                                | 28.2 (82.8)          | 28.8 (83.8)          | 28.6 (83.5)          | 27.5 (81.5)          | 26.0 (78.8)          | 25.0 (77)            | 24.6 (76.3)          | 26.5 (79.7)          | 27.2 (81)            | 27.7 (81.9)          | 27.5 (81.5)          | 27.3 (81.1)          | 27.08 (80.74)        |
| 日平均気温 °C （°F）                                                                  | 23.5 (74.3)          | 23.9 (75)            | 23.7 (74.7)          | 22.4 (72.3)          | 20.5 (68.9)          | 19.2 (66.6)          | 18.9 (66)            | 20.5 (68.9)          | 21.7 (71.1)          | 22.6 (72.7)          | 22.9 (73.2)          | 22.9 (73.2)          | 21.89 (71.41)        |
| 平均最低気温 °C （°F）                                                                | 18.8 (65.8)          | 19.0 (66.2)          | 18.8 (65.8)          | 17.3 (63.1)          | 15.0 (59)            | 13.4 (56.1)          | 13.1 (55.6)          | 14.4 (57.9)          | 16.2 (61.2)          | 17.5 (63.5)          | 18.2 (64.8)          | 18.4 (65.1)          | 16.67 (62.01)        |
| 最低気温記録 °C （°F）                                                                | 12.5 (54.5)          | 12.8 (55)            | 11.7 (53.1)          | 6.4 (43.5)           | 5.0 (41)             | 2.4 (36.3)           | 2.2 (36)             | 5.8 (42.4)           | 5.0 (41)             | 9.2 (48.6)           | 11.4 (52.5)          | 12.8 (55)            | 2.2 (36)             |
| 降水量 mm （inch）                                                                    | 296.3 (11.665)       | 188.4 (7.417)        | 163.5 (6.437)        | 61.2 (2.409)         | 27.8 (1.094)         | 14.1 (0.555)         | 15.7 (0.618)         | 13.7 (0.539)         | 40.5 (1.594)         | 123.1 (4.846)        | 227.6 (8.961)        | 319.4 (12.575)       | 1,491.3 (58.713)     |
| 平均降水日数 （≥0.1 mm）                                                              | 17                   | 13                   | 14                   | 7                    | 6                    | 2                    | 3                    | 4                    | 6                    | 10                   | 14                   | 20                   | 116                  |
| 平均月間日照時間                                                                      | 189.1                | 197.8                | 213.9                | 228.0                | 235.6                | 240.0                | 257.3                | 254.2                | 210.0                | 189.1                | 183.0                | 164.3                | 2,562.3              |
| 出典1：World Meteorological Organization., Hong Kong Observatory (sun only 1961-1990) |                      |                      |                      |                      |                      |                      |                      |                      |                      |                      |                      |                      |                      |
| 出典2：Weatherbase (record highs and lows)                                            |                      |                      |                      |                      |                      |                      |                      |                      |                      |                      |                      |                      |                      |

### 行政区画

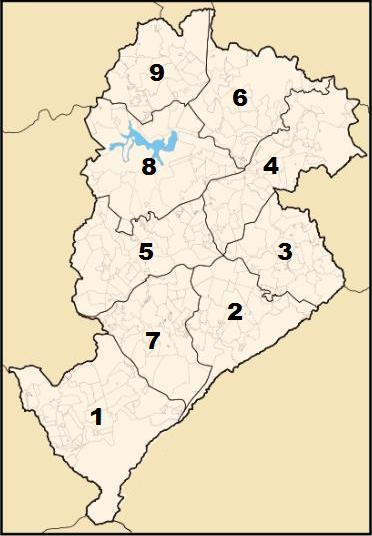
ベロオリゾンテの行政区

1. Barreiro
2. Centro-Sul
3. Região Leste
4. Nordeste
5. Noroeste
6. Região Norte
7. Região Oeste
8. Pampulha
9. Venda Nova

### 人口
人口動態
混血(46.9%)、白人(40.7%)、黒人(11.9%)、その他(0.5%)

## 交通

### 空港
- タンクレド・ネヴェス国際空港

### 鉄道
都市鉄道
- ベロオリゾンテ・メトロ

## 教育
- ミナス・ジェライス連邦大学
- Federal Center for Technological Education of Minas Gerais
- 教皇庁立ミナス・ジェライスカトリック大学
- ミナス・ジェライス州立大学
- FUMEC University

## スポーツ

### サッカークラブ
- クルゼイロEC - 1921年創設。ブラジル全国選手権優勝4回、コパ・リベルタドーレス優勝2回の強豪。
- アトレチコ・ミネイロ - 1908年創設。全国選手権優勝1回。黄金のカルテットの1人、トニーニョ・セレーゾを輩出。
- アメリカFC (ミナスジェライス州) - 1912年創設。中澤佑二がブラジル留学時代に在籍。

### 施設
- エスタジオ・ゴベルナドール・マガリャンイス・ピント : 2014 FIFAワールドカップの会場となり6試合の開催が割り当てられた。開催時の収容人員は62,547人。

- アレーナMRV : 市内で2番目に大きいサッカースタジアム。2023年4月に完成し、アトレチコ・ミネイロがホームスタジアムとして使用している。

## 対外関係

### 姉妹都市･提携都市
- フォートローダーデール、アメリカ合衆国
- マサヤ、ニカラグア
- グラナダ、スペイン
- ミンスク、ベラルーシ
- ポルト、ポルトガル
- ルアンダ、アンゴラ
- テグシガルパ、ホンジュラス
- ザーレ、レバノン
- ホムス、シリア
- トリポリ、リビア
- クエンカ、エクアドル